# Ceniza en cenicero
Ceniza en cenicero è un singolo del rapper portoricano Anuel AA, pubblicato il 14 febbraio 2017.

## Tracce
1. Ceniza en cenicero – 3:10